# Städtepartnerschaft Le Mans–Paderborn
Die Städtepartnerschaft zwischen der französischen Stadt Le Mans und Paderborn in Deutschland wird als eine der ältesten, wenn nicht die älteste Städtepartnerschaft in Europa angesehen. Sie entstand aus einer katholischen „ewigen Liebesbruderschaft“ zwischen den beiden fränkischen Bischofssitzen im Jahre 836. Die religiöse Verbindung mit politischen Auswirkungen hielt über die Jahrhunderte. Weltlich wurde die Partnerschaft am 3. Juni 1967 durch die Städte bestätigt.

## Die „ewige Liebesbruderschaft“ von 836
Im Jahr 815 wurde der Sachse Badurad auf Vorschlag seines kaiserlichen Freundes Ludwigs des Frommen Bischof von Paderborn. Mit dem Sachsen Aldrich wurde 822 ein weiterer Freund, Berater und Vertrauter Ludwig des Frommen zum Bischof von Le Mans. Aldrich war ein ehemaliger Domschüler in der Aachener Königspfalz und war anschließend Priester und Leiter der Domschule an der Pfalz von Metz gewesen.
Auf der Synode von Aachen im Jahr 836, die sich mit der Lebensführung von Bischöfen, Klerikern und des Königs befasste, trafen Badurad und Aldrich zusammen. Neben der Unterstützung der Synode des Kaisers war beiden vor allem die Festigung ihres christlichen Glaubens im heimatlichen Sachsen ein Anliegen. Noch galten die Sachsen als wenig gläubig, waren sie doch durch Karl den Großen gewaltsam zum Christentum bekehrt worden. Während in Le Mans schon seit dem siebten Jahrhundert ein Kult des heiligen Julianus (durch eine auf seinem Grab errichtete Basilika) belegt ist, war das sächsische Paderborner Bistum noch ohne eigene Heiligenverehrung. (Die Gebeine des heiligen Julianus wurden gleichwohl erst in der Mitte des neunten Jahrhunderts – entweder im Jahre 835 oder 845 – in die Kathedrale von Le Mans übertragen.)
In Aachen beschloss Badurad wohl im Verein mit Aldrich, den heiligen Liborius zum Schutzpatron der sächsischen Stadt zu bestimmen. Liborius von Le Mans war der vierte Bischof von Le Mans und damit indirekter Nachfolger des Julianus von Le Mans gewesen. Im Jahr 397, nach 49 Amtsjahren als Bischof, war er im Beisein des Martin von Tours gestorben. Die offizielle Anordnung erfolgte schließlich durch den Kaiser selbst: „Sciendum quoque, quod reverendissimus imperator fieri praecepit, cuius quicumque potestati resistit, Dei nimirum ordinationi resistit.“ (zu deutsch: „Ihr müsst ferner wissen, dass der erlauchteste Kaiser Ludwig den Befehl gegeben hat, dass dieses geschieht. Wer immer sich seiner Amtsgewalt widersetzt, widersetzt sich der Anordnung Gottes.“)
Durch die Überführung der Reliquien des Bischofs nach Paderborn könne man den Altar des Bischofssitzes weihen. Dieser kaiserliche Plan wurde im Mai 836 umgesetzt. In Le Mans wurde die Translatio der Reliquien in einer rituellen Prozession vorgenommen. Am 1. Mai 836 wurden die Gebeine des Heiligen in die Basilika der westfränkischen Stadt gebracht. Die sich anschließende Prozession führte über Yvré-l’Évêque, Saint-Mars-la-Brière gen Osten. Der Konvoi pausierte, aller Wahrscheinlichkeit nach in der Kapelle von Saint-Médard. Belegte Orte der Prozession sind des Weiteren Chartres, Saint-Denis und Bavay. Die wahrscheinliche weitere Route verlief über Tongern, Jülich, Köln, Dortmund, Soest und Salzkotten. Am 28. Mai 836 traf die Prozession in Paderborn ein. Für die Aufnahme der Gebeine stellte Bischof Badurad eine eigens errichtete zweigeschossige Krypta zur Verfügung. Eine Armlehne des Liborius verblieb weiterhin in Le Mans.
In der Kathedrale von Le Mans wurde von beiden Seiten das Gelübde einer „fraternitas caritatis perpetua“, einer „ewigen Liebesbruderschaft“, zwischen Paderborn und Le Mans abgelegt. Im frühen Mittelalter waren Verbrüderungen zwischen Klöstern und Bischofssitzen allgemein üblich, für gewöhnlich aber nicht auf eine so lange Entfernung. Besondere Bedeutung erlangte die Verbrüderung durch die anschließende Langlebigkeit über Jahrhunderte hinweg.

## Religiöse und politische Fortsetzung des Bundes

### Mittelalter
Die Quellen schweigen zunächst für über 200 Jahre zur Partnerschaft der beiden Bischofssitze. Manceller Dokumente des frühen 13. Jahrhunderts legen aber nahe, dass die enge Verbindung aufrechterhalten wurde. So reagierte
1204 das Domkapitel von Le Mans betroffen auf Gerüchte, dass das Bistum Paderborn bereit sei, die Reliquien wieder zurückzuübertragen. Noch im gleichen Jahr beruhigte Paderborn Le Mans. Die Quellen bestätigen den Freundschaftsbund mehrfach als offensichtlich selbstverständlich. Auch gegenseitige Besuche sind belegt. 1243 bringt der Domherr Sweder von Störmede von einem Besuch in Le Mans Reliquien des hl. Julian nach Paderborn.

### Frühe Neuzeit

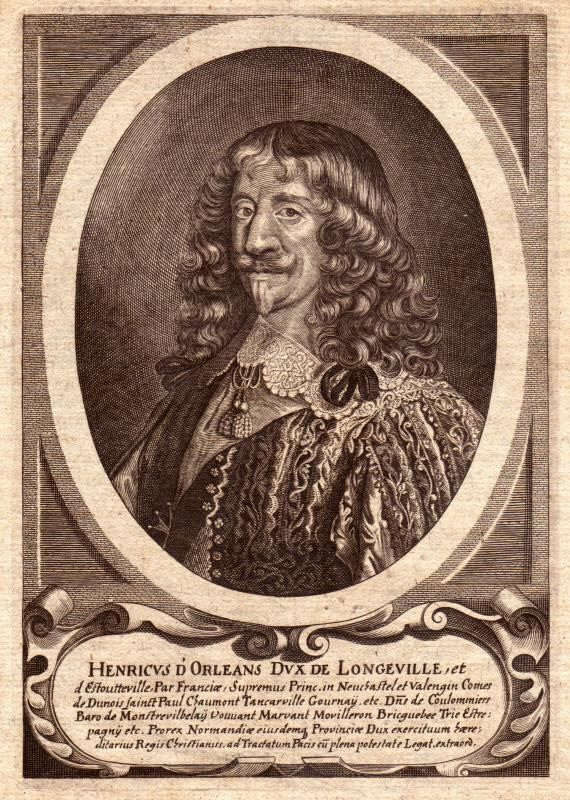
Henri II. d’Orléans, Gravur von Matthäus Merian

Am Ende des Dreißigjährigen Krieges blieben viele der deutschen geistlichen Territorien in der Hand protestantischer Herrscher, so auch das Hochstift Paderborn. 1647 appellierte das Domkapitel von Paderborn in einem Zehnpunkteplan an den Leiter der französischen Delegation in den Friedensverhandlungen Henri II. d’Orléans-Longueville, dass das Hochstift katholisch bleiben sollte. Zur gleichen Zeit brachten die paderbornischen Stellen das Kapitel von Le Mans dazu, den erst neunjährigen König Ludwig XIV. und seine Mutter, die Regentin Anna von Österreich, um Fürsprache zu bitten. Derweil betrachtete die Landgrafschaft Hessen-Kassel das Hochstift Paderborn als mögliche Kriegsbeute. Zu Weihnachten 1647 bestätigt der Bischof von Le Mans Emmeric-Marc de La Ferté (1637–1648) in einem Brief an das Hochstift die Gewährleistung des königlichen Schutzes. Hessen-Kassel musste seine expansionistischen Ambitionen stoppen. Der Westfälische Frieden 1648 bestimmte, dass das Hochstift Paderborn nie mehr in protestantische Hand gelangen solle.
Das Hochstift reagierte mit dem folgenden Dankesschreiben an die Manceller: «manceaux, nous vous devons une reconnaissance éternelle parce que c’est grâce à vous si nous avons gardé notre foi catholique après le traité de Westphalie signé à Münster en 1648»
Bei einem erneuten hessen-kasselschen diplomatischen Vorstoß erinnerte der regierende französische Minister Kardinal Jules Mazarin 1656 in einem kurzen Brief daran, dass der König von Frankreich für das Bistum Paderborn auf Grund seines Liebesbundes mit Le Mans garantiere.

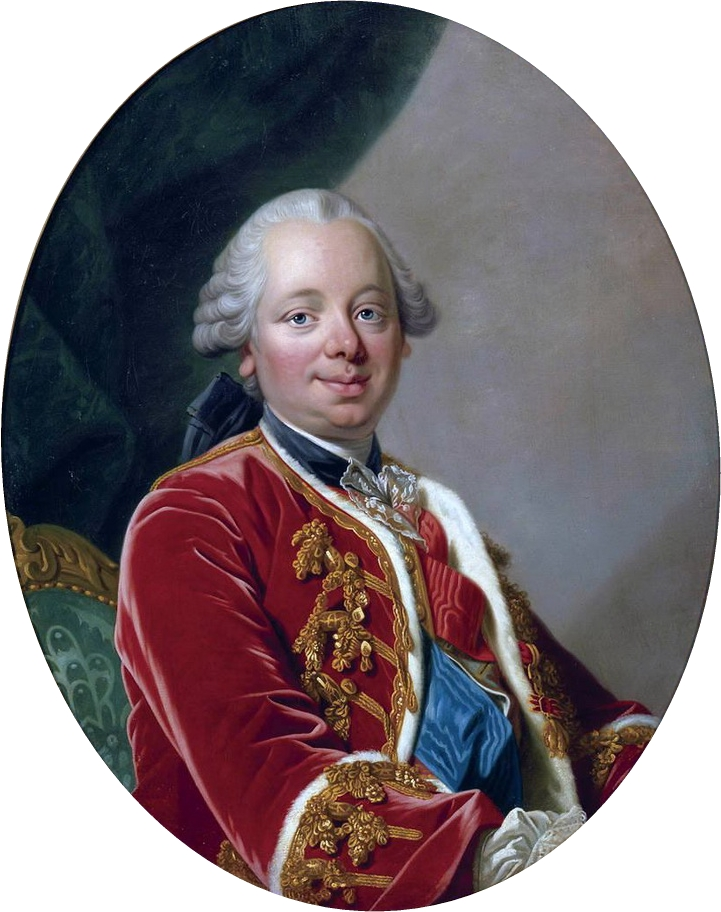
Staatssekretär Choiseul

Im 18. Jahrhundert wurde das Hochstift im Siebenjährigen Krieg (1756–1763) vor allem vom Kurfürstentum Braunschweig-Lüneburg („Kurhannover“) besetzt und beansprucht. Auch französische Truppen besetzten das Fürstentum mehrfach. 1762 kam es zu einer Vereinbarung, dass der vakant gewordene Fürstbischofssitz zunächst nicht besetzt werden sollte, während die vor allem englisch-kurhannoverschen Truppen des Herzogs Ferdinand von Braunschweig-Wolfenbüttel die Stadt Paderborn besetzt hielten. Auch in dieser Zeit waren die diplomatischen Beziehungen zur Brüderschaft der beiden Städte sehr aktiv. Ein Dutzend Briefe zwischen König Ludwig XV. und seinem Außenminister Étienne-François de Choiseul spiegeln dies wider. Die von Ludwig XIV. garantierte königliche Sicherheitszusage für Paderborn müsse weiter gelten. Vor allem müsse ein neuer Fürstbischof gewählt werden. Mit dem Frieden von Paris (1763) konnte Wilhelm Anton von der Asseburg zum neuen Bischof gewählt werden.
Im Zuge der Französischen Revolution wurde der französische Klerus enteignet, was Papst Pius VI. verurteilte. Infolgedessen emigrierten viele Franzosen, auch der hohe Klerus, ins Ausland, mit beträchtlichen Vermögenswerten. Das Hochstift Paderborn wurde ein Land des Exils. Mehrere hundert Franzosen flüchteten in das kleine Territorium, einschließlich Priester und dem Generalvikar von Le Mans. Allein im November 1794 wohnten auf der Domfreiheit 72 Flüchtlinge. Der Bischof von Mans Gaspard François Jouffroy Gonssans flüchtete über England nach Paderborn. Seine sterblichen Überreste wurden nie nach Le Mans übertragen. Er starb 1799 in der Stadt. Er ist im Dom zu Paderborn begraben. Andere neun Priester blieben bis zu ihrem Tod in Paderborn.

### Neuzeit
1802/03 verlor das Hochstift endgültig seine Eigenständigkeit an Preußen. Nach einer kurzen Zwischenperiode des Königreichs Westphalen wurde 1813 das Fürstentum Paderborn wiederholt dem protestantischen Preußen angeschlossen. Während der politischen und konfessionellen Umbruchzeit befand sich der Bischofssitz in einem schlechten Zustand, war das Paderborner Land doch eine preußisch Provinzregion mir protestantischer Obrigkeit geworden. Die Kontakte und das Reisen zwischen beiden befreundeten Städten wurde stark eingeschränkt. Zum 1000-jährigen Jubiläum im Jahre 1836 konnte das Domkapitel von Le Mans, trotz Einladung des Paderborner Klerus, nicht am Liborifest teilnehmen, das alljährlich zur Erinnerung an die Reliquienüberführung des Heiligen noch heute stattfindet. Allerdings sind 1850 Pilgerbesuche von Mancellern in Paderborn belegt.
Der Paderborner Weihbischof Joseph Freusberg und Bischof von Le Mans Charles Fillion unterhielten im ausgehenden 19. Jahrhundert eine lebhafte Korrespondenz. 1867 erbat der Paderborner Bischof von seinem Pendant finanzielle Unterstützung zur Restauration des Domes. Aber auch das Bistum in Le Mans stand in großen finanziellen Schwierigkeiten.

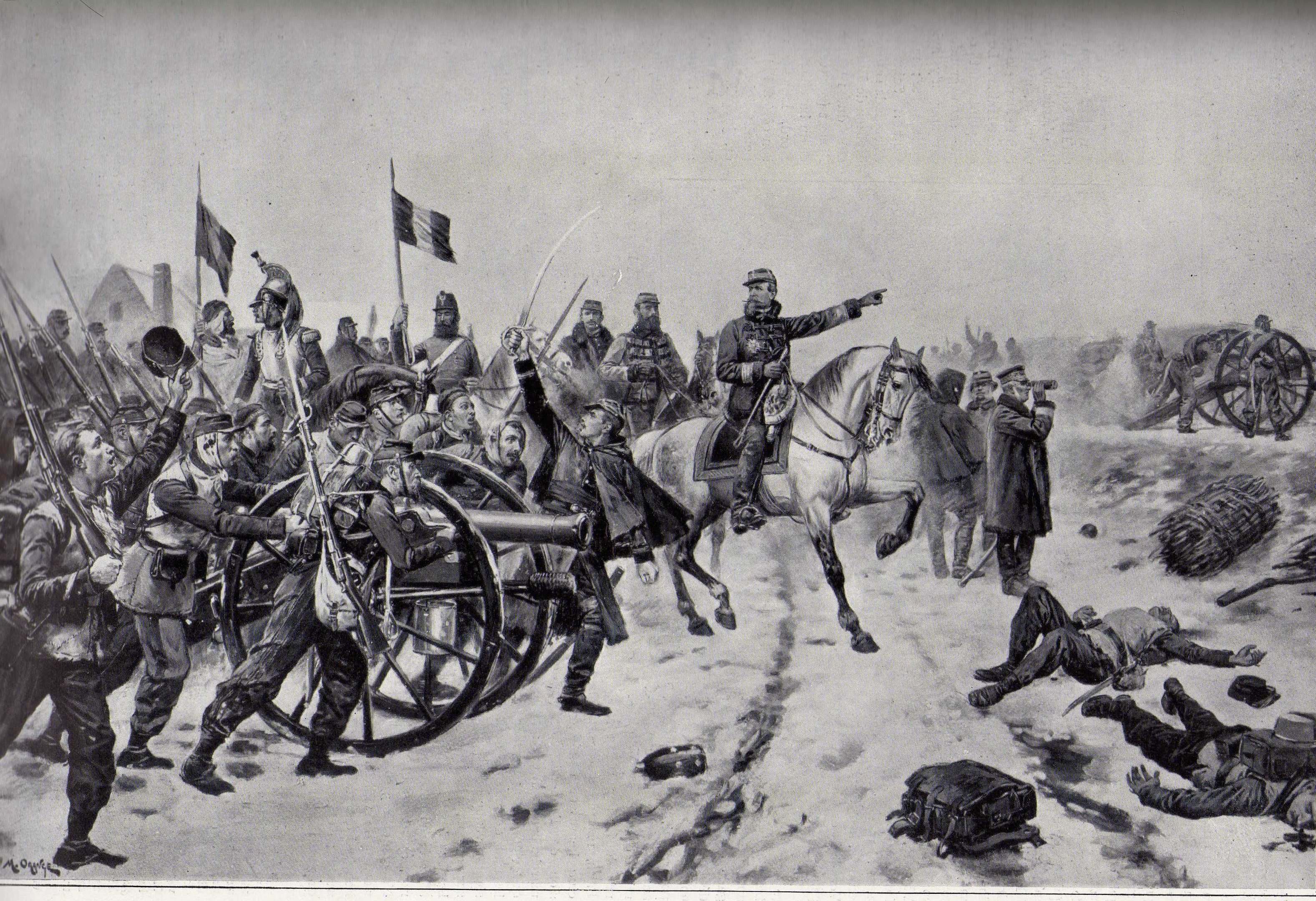
Maurice Orange (1868–1916): Schlacht bei Le Mans, Gemälde vor 1914.

Während der Schlacht bei Le Mans 1871 bat ein aus Paderborn stammender preußischer Militärpfarrer um Hilfe, um Verwundete zu heilen. Der Kaplan feierte ein paar Tage später eine Messe in der Manceller Kathedrale St. Julien. Bischof Fillion sandte einen Brief an seinen „preußischen“ Amtskollegen, dass die Stadt nicht besetzt werden solle. Der zuständige Befehlshaber Friedrich Karl von Preußen antwortete negativ auf das Anliegen. Während des Kulturkampfes wurde der Paderborner Bischof Konrad Martin von Paderborn ins Exil gezwungen. In dieser Zeit besucht er auch Le Mans mit einem Treffen mit dem gesamten Domkapitel in der Kathedrale. In der Abtei von Solesmes südlich der Sarthe findet er 1877 zwischenzeitlich Zuflucht.
Der Nationalismus der Jahrhundertwende machte auch vor den Beziehungen zwischen den Städten nicht Halt. Die Verbindungen brachen weitestgehend ab. Eine erwogene Einladung zu Libori 1896 wurde auf Grund der politischen Lage nicht umgesetzt. Immerhin gab es sogar während des Ersten Weltkrieges eine Korrespondenz zu Kriegsgefangenen. Offizielle Besuche gab es erst wieder 1920 anlässlich des Wechsels von Bischof Karl Joseph Schulte nach Köln und zur Erhebung Paderborns zum Erzbistum 1930. Drei Jahre nach Machtergreifung durch die Nationalsozialisten treffen 1936 zwei Vertreter des Manceller Domkapitels in Paderborn ein. Es folgen Gegenbesuche. Ausgerechnet während der NS-Zeit findet ein reger Austausch der Priesterschaft und des Klerus statt. Auch in der unmittelbaren Nachkriegszeit wirkten die Beziehungen weiter, etwa bei der Verlegung eines Kriegsgefangenenlagers.

## Die moderne Städtepartnerschaft
Eine offizielle Städtepartnerschaft im modernen Sinne entstand zwischen beiden Städten im Rahmen der europäischen Integration. Im Zuge des Élysée-Vertrages zwischen Deutschland und Frankreich wurden Gemeindepartnerschaften im großen Stile gefördert. Nach langem Zögern auf französischer Seite wurde am 3. Juni 1967 die Städtepartnerschaft in Le Mans offiziell, nachdem es schon 1961 erste Versuche gab. Unterschrieben wurde der zweisprachige Vertrag zwischen den Bürgermeistern Jacques Maury und Christoph Tölle. Zwei Armeefahnen der beiden Städte wurden ausgetauscht. Um den religiösen Ursprung der Partnerschaft zu unterstreichen, wurde am Sonntag eine gemeinsame Messe in der Manceller Kathedrale gefeiert. Die europäische Dimension wurde durch den Europatag und einen Europazug manifestiert. Fast alle Gymnasien und Realschulen fanden in Folge in Paderborn beziehungsweise in Le Mans eine Partnerschule. Über fünfzig Vereine der Zivilgesellschaft und die Lokalzeitungen sind „verschwistert“. Ferner unterhalten die Universitäten in Paderborn und in Le Mans enge Kontakte.
Die Manceller-Paderborner Partnerschaft wird heute bewusst in einen historischen Zusammenhang gestellt, da es „als eines der ältesten internationalen Abkommen gilt und gleichzeitig die erste offizielle Verschwisterung zweier europäischer Städte begründete.“

## Bibliographie
- Barbara Stambolis: Libori. Waxmann, Münster 1996, ISBN 3-89325-433-1 (eingeschränkte Vorschau in der Google-Buchsuche).
- Jean Lelièvre, Maurice Balavoine: Le Mans-Paderborn 836- 1994: Une amitié séculaire-un sillage de lumière. Le Mans 1994, OCLC 464312443. (französisch).
- Thierry Trimoreau (sous la direction de): François-Gaspard de Jouffroy-Gonsans, un évêque du Mans face à la Révolution. ITF éditeurs, Le Mans 2010, ISBN 978-2-917900-16-1. (französisch)